# Марія Бранденбург-Кульмбаська
Марія Бранденбург-Кульмбаська (нім. Marie von Brandenburg-Kulmbach, 14 жовтня 1519 — 31 жовтня 1567) — принцеса Бранденбург-Кульмбаська з роду Гогенцоллернів, донька маркграфа Бранденбург-Кульмбаху Казимира та баварської принцеси Сусанни, дружина курфюрста Пфальцу Фрідріха III.

## Біографія
Народилась 14 жовтня 1519 року в Ансбасі. Стала первістком в родині маркграфа Бранденбург-Кульмбаху Казимира та його дружини Сусанни Баварської, з'явившись на світ на другий рік їхнього шлюбу. Незважаючи на різницю у віці, подружнє життя батьків було щасливим, і згодом сімейство поповнилося чотирма молодшими дітьми, з яких вижили син Альбрехт і донька Кунігунда.

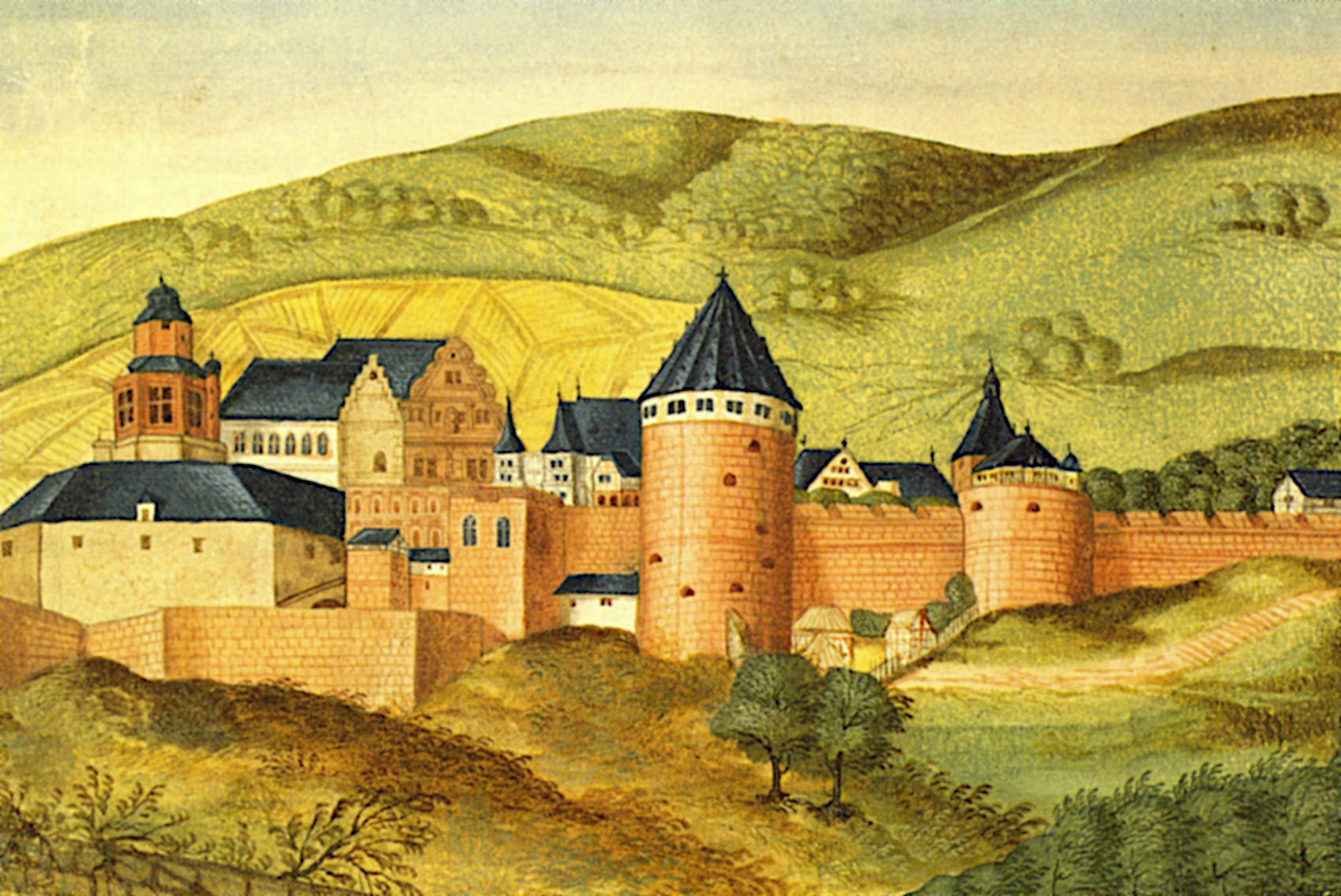
Гайдельберзький замок

Марія втратила батька перед своїм 8-річчям. Надалі виховувалась дядьком Георгом у лютеранському дусі. Матір вийшла заміж вдруге за пфальцького принца Отто Генріха.
У 17 років принцеса була видана заміж за 22-річного Фрідріха Пфальц-Зіммернського, старшого сина пфальцграфа Йоганна II. Весілля пройшло 12 червня 1537 року в Крайльсгаймі. Наречену називали чудово обдарованою дівчиною. У подружжя народилося одинадцятеро дітей. Марію змальовували як мудру та благочесну жінку, що здійснювала вплив у релігійних питаннях на свого чоловіка-католика. Зрештою, у 1546 році він перейшов у лютеранство. У тому ж році він перебрав на себе управління землями Франконії. Втім, фінансове становище родини до 1559 року залишалося незадовільним, і Марія кілька разів зверталася за допомогою до Альбрехта Прусського.
У травні 1557 року Фрідріх став пфальцграфом Зіммерну, а у лютому 1559 — курфюрстом Пфальцу. Резиденцією сімейства після цього слугував Гайдельберзький замок. Марія, ставши курфюрстіною-консортом, цікавилася державними справами, однак чоловік не дозволяв безпосереднього втручання. Вплив жінки обмежився питаннями релігії. Негативно ставилася до цвінгліанців.
В останні роки життя страждала від подагри і була прикутою до ліжка. Померла 31 жовтня 1567 року у Гайдельберзі. Була похована у місцевій Церкві Святого Духа.
Фрідріх за півтора року оженився з юною Амалією Ноєнарською.

## Родина

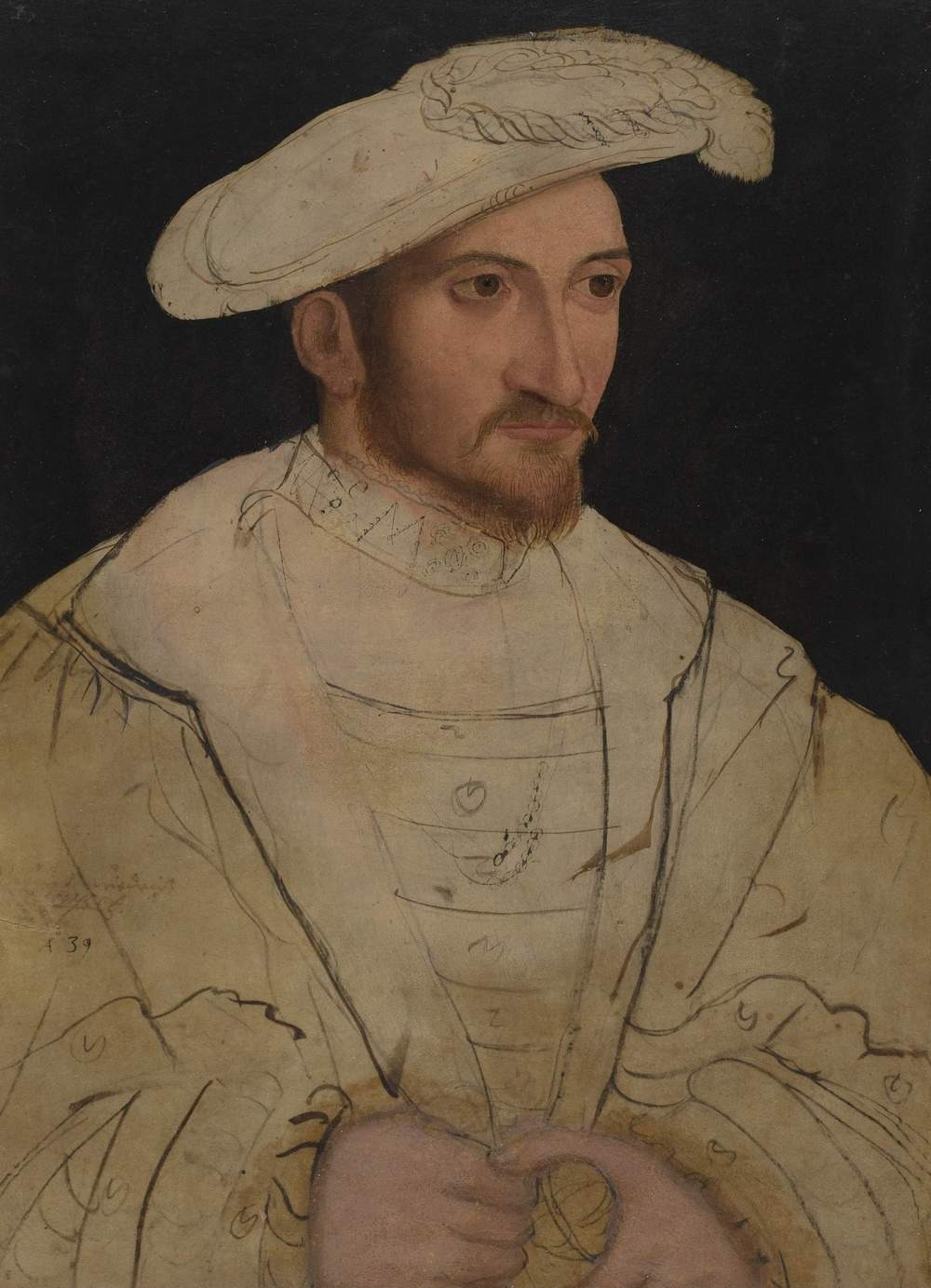
Портрет Фрідріха III пензля Петера Ґертнера, 1539, Національна галерея мистецтва

Чоловік — Фрідріх III (курфюрст Пфальцу)
Діти:
- Альберта (1538—1553) — одружена не була, дітей не мала;
- Людвіг (1539—1583) — курфюрст Пфальцу у 1576—1583 роках, був двічі одруженим, мав дванадцятеро дітей від першого шлюбу;
- Єлизавета (1540—1594) — дружина герцога Саксонії та ландграфа Тюрингії Йоганна Фрідріха II Середнього, мала четверо синів;
- Герман Людвіг (1541—1556) — одруженим не був, дітей не мав;
- Йоганн Казимир (1543—1592) — пфальцграф Лаутерну, був одруженим з саксонською принцесою Єлизаветою, мав трьох доньок;
- Доротея Сусанна (1544—1592) — дружина герцога Саксен-Веймару Йоганна Вільгельма, мала четверо дітей;
- Альбрехт (1546—1547) — прожив 7 місяців;
- Анна Єлизавета (1549—1609) — була двічі одружена, дітей не мала;
- Крістоф (1551—1574) — був зарученим з Марією Оранською, загинув у бою, одруженим не був, дітей не мав;
- Карл (1552—1555) — прожив 2 роки;
- Кунігунда Якобея (1556—1586) — дружина графа Нассау-Ділленбургу Йоганна VI, мала двох доньок.